# Besos al aire (serie de televisión)
Besos al aire fue una miniserie de televisión española de dos capítulos, de antología y comedia romántica, escrita por Darío Madrona y dirigida por Iñaki Mercero para Telecinco. La serie está protagonizada por un reparto coral liderado por Paco León y Leonor Watling y cuenta con Aitor Gabilondo como productor ejecutivo, desde su productora Alea Media. El primer capítulo está programado para preestrenarse en la marca Star de Disney+ el 26 de marzo de 2021, y el segundo el 2 de abril, antes de su llegada a Telecinco, convirtiéndose así en la primera serie española exclusiva de la susodicha plataforma.

## Trama
En clave de optimismo y positividad, pero también dramática, Besos al aire cuenta las historias de varias personas, sin ninguna relación entre sí, durante la pandemia del coronavirus. Entre las historias contadas se incluyen la difícil convivencia entre una adolescente rebelde y vegana con sus abuelos, el amor improbable entre una trabajadora de supermercado y su conflictiva vecina, y un joven que adopta un perro viejo y lento para hacer negocio, entre otras.
La historia que marca el nexo común de la serie y junta todas las demás es la de Javi (Paco León), un auxiliar de Enfermería idealista y romanticista que está perdidamente enamorado de la distante y estricta Doctora Cabanas (Leonor Watling).

## Reparto

### Elenco principal
- Paco León - Javi
- Leonor Watling - Doctora Silvia Cabanas
- Nuria Herrero - Berta
- Mariam Hernández - Luisa
- Gracia Olayo - Diana
- Nancho Novo - Pedro
- María León - Nines
- David Castillo - Nacho
- Zoe Stein - Celeste
- Fran Berenguer - Adrián
- Gloria Muñoz - Doctora Dolores Rojas
- José Ángel Egido - Fidel
- Luna Fulgencio - Virginia
- Ariana Martínez - Irene
- Loreto Mauleón - Elena
- Jaime Olías - Claudio

### Elenco secundario
- Pau Durà - Raúl
- Mariano Venancio - Fran
- Ruth Díaz - Mujer de Iván
- Inma Isla - Enfermera recepción
- Jordi Planas - Víctor Millares
- Alejandro Sigüenza - Iván
- Conrado Martínez Arias -  Viggo Cifuentes

## Capítulos
| N.º | Título       | Dirigido por  | Escrito por   | Fecha de estreno en Telecinco | Fecha de preestreno en Star (Disney+) | Audiencia en Telecinco |
| --- | ------------ | ------------- | ------------- | ----------------------------- | ------------------------------------- | ---------------------- |
| 1   | «Episodio 1» | Iñaki Mercero | Darío Madrona | 27 de diciembre de 2021       | 26 de marzo de 2021                   | 1 162 000 (9,0%)       |
| 2   | «Episodio 2» | Iñaki Mercero | Darío Madrona | 28 de diciembre de 2021       | 2 de abril de 2021                    | 1 095 000 (9,2%)       |

## Producción
El 2 de octubre de 2020, Mediaset España anunció que estaba desarrollando una serie de dos capítulos sobre la pandemia del coronavirus, escrita por Darío Madrona y dirigida por Iñaki Mercero, y con Paco León y Leonor Watling como protagonistas.  También se anunció que la serie estaría producida por Alea Media, la productora conjunta de Mediaset España con el productor Aitor Gabilondo, quien también sería el productor ejecutivo de la serie. Es la cuarta serie española sobre la pandemia del coronaviirus, después de Diarios de la cuarentena de TVE, En casa de HBO España, y Relatos con-fin-a-dos de Amazon Prime Video, así como la primera de este tipo en no enfocarse específicamente en la cuarentena.
El rodaje tuvo lugar entre finales de octubre y mediados de diciembre de 2020 en varias localidades de la Comunidad de Madrid.

## Lanzamiento
El 22 de enero de 2021, la propietaria de Telecinco, Mediaset España, anunció que la serie se preestrenaría en la entonces futura marca Star de Disney+, que llegó a España el 23 de febrero. Como resultado, se convirtió en la primera serie española exclusiva tanto de Star como de Disney+ en general, así como la primera serie de Mediaset desde Lejos de ti y la primera temporada de Señoras del (h)AMPA en no preestrenarse en Amazon Prime Video. El 25 de febrero se anunció que el estreno del primer capítulo llegaría a Disney+ el 26 de marzo de 2021, seguido del segundo el 2 de abril. Su emisión en Telecinco se produjo los días 27 y 28 de diciembre de 2021 a las 22h45.